# Polen i olympiska sommarspelen 2008
Polen i olympiska sommarspelen 2008 bestod av 268 idrottare som blivit uttagna av Polens olympiska kommitté.

## Badminton
- Huvudartikel: Badminton vid olympiska sommarspelen 2008

- Herrar

| Namn                           | Gren   | 32-delsfinal                  | 16-delsfinal                                | 8-delsfinal                                    | Kvartsfinal                                               | Semifinal | Final    | Final |  |
| Namn                           | Gren   | Resultat                      | Resultat                                    | Resultat                                       | Resultat                                                  | Resultat  | Resultat | Plats |  |
| ------------------------------ | ------ | ----------------------------- | ------------------------------------------- | ---------------------------------------------- | --------------------------------------------------------- | --------- | -------- | ----- |  |
| Przemysław Wacha               | Singel | Raul Must (EST) 21 21/14 15 W | Christian Bösiger (SUI) 21 11 21/12 21 19 W | Bao Chunlai (CHN) 11 21 13/21 19 21 L          |                                                           |           |          |       |  |
| Michał Łogosz Robert Mateusiak | Dubbel |                               |                                             | Glenn Warfe och Ross Smith (AUS) 21 21/13 16 W | Lars Paaske och Jonas Rasmussen (DEN) 21 11 15/17 21 21 L |           |          |       |  |

- Damer

| Namn            | Gren   | 32-delsfinal                    | 16-delsfinal | 8-delsfinal | Kvartsfinal | Semifinal | Final    | Final |
| Namn            | Gren   | Resultat                        | Resultat     | Resultat    | Resultat    | Resultat  | Resultat | Plats |
| --------------- | ------ | ------------------------------- | ------------ | ----------- | ----------- | --------- | -------- | ----- |
| Kamila Augustyn | Singel | Jun Jae-youn (KOR) 15 5/21 21 L |              |             |             |           |          |       |

- Mixed

| Namn                                 | Gren  | 32-delsfinal | 16-delsfinal | 8-delsfinal                                            | Kvartsfinal                               | Semifinal | Final    | Final |  |
| Namn                                 | Gren  | Resultat     | Resultat     | Resultat                                               | Resultat                                  | Resultat  | Resultat | Plats |  |
| ------------------------------------ | ----- | ------------ | ------------ | ------------------------------------------------------ | ----------------------------------------- | --------- | -------- | ----- |  |
| Robert Mateusiak Nadieżda Kostiuczyk | Mixed |              |              | Georgie Cupidon och Juliette Ah-Wan (SEY) 21 21/8 19 W | He Hanbin och Yu Yang (CHN) 20 21/22 23 L |           |          |       |  |

## Bordtennis
- Huvudartikel: Bordtennis vid olympiska sommarspelen 2008
- Singel, herrar

| Idrottare        | Gren   | Grundomgång          | Omgång 1                | Omgång 2                | Omgång 3               | Omgång 4             | Kvartsfinal          | Semifinal            | Final                |
| Idrottare        | Gren   | Motståndare Resultat | Motståndare Resultat    | Motståndare Resultat    | Motståndare Resultat   | Motståndare Resultat | Motståndare Resultat | Motståndare Resultat | Motståndare Resultat |
| ---------------- | ------ | -------------------- | ----------------------- | ----------------------- | ---------------------- | -------------------- | -------------------- | -------------------- | -------------------- |
| Lucjan Błaszczyk | Singel |                      | Suraju Saka (CGO) W 4:0 | Petr Korbel (CZE) W 4:2 | Wang Liqin (CHN) L 0:4 | Gick inte vidare     | Gick inte vidare     | Gick inte vidare     | Gick inte vidare     |

- Singel, damer

| Idrottare | Gren   | Grundomgång          | Omgång 1                 | Omgång 2                       | Omgång 3             | Omgång 4             | Kvartsfinal          | Semifinal            | Final                |
| Idrottare | Gren   | Motståndare Resultat | Motståndare Resultat     | Motståndare Resultat           | Motståndare Resultat | Motståndare Resultat | Motståndare Resultat | Motståndare Resultat | Motståndare Resultat |
| --------- | ------ | -------------------- | ------------------------ | ------------------------------ | -------------------- | -------------------- | -------------------- | -------------------- | -------------------- |
| Jie Xu    | Singel |                      | Xian Yi Fang (FRA) L 3:4 | Gick inte vidare               | Gick inte vidare     | Gick inte vidare     | Gick inte vidare     | Gick inte vidare     | Gick inte vidare     |
| Qian Li   | Singel |                      |                          | Tatyana Kostromina (BLR) L 2:4 | Gick inte vidare     | Gick inte vidare     | Gick inte vidare     | Gick inte vidare     | Gick inte vidare     |

- Lag, damer

| Lag      | Poäng | Matcher | Vinster | Förluster | GW | GL |
| -------- | ----- | ------- | ------- | --------- | -- | -- |
| Hongkong | 6     | 3       | 3       | 0         | 9  | 0  |
| Rumänien | 5     | 3       | 2       | 1         | 6  | 5  |
| Polen    | 4     | 3       | 1       | 2         | 5  | 7  |
| Tyskland | 3     | 3       | 0       | 3         | 1  | 9  |

13 augusti
| Hongkong | 3–0 | Polen |

14 augusti
| Tyskland | 1–3 | Polen    |
| Polen    | 2–3 | Rumänien |

## Boxning
- Huvudartikel: Boxning vid olympiska sommarspelen 2008

| Tävlande        | Viktklass     | Sextondelsfinal          | Åttondelsfinal       | Kvartsfinal          | Semifinal            | Final                |                  |
| Tävlande        | Viktklass     | Motståndare Resultat     | Motståndare Resultat | Motståndare Resultat | Motståndare Resultat | Motståndare Resultat |                  |
| --------------- | ------------- | ------------------------ | -------------------- | -------------------- | -------------------- | -------------------- | ---------------- |
| Łukasz Maszczyk | Lätt flugvikt | Kargbo (SLE) W RSC       | Uutoni (NAM) W +5-5  | Barnes (IRL) L 5-11  | Gick inte vidare     | Gick inte vidare     | Gick inte vidare |
| Rafał Kaczor    | Flugvikt      | Sarsembayev (KAZ) L 5-14 | Gick inte vidare     | Gick inte vidare     | Gick inte vidare     | Gick inte vidare     | Gick inte vidare |

## Brottning
- Huvudartikel: Brottning vid olympiska sommarspelen 2008

| Tävlande             | Gren                           | Kvalifikation                      | 1/8 Final                            | Kvartsfinal                      | Semifinal                  | Återkval 1           | Återkval 2           | Final                   | Placering |
| Tävlande             | Gren                           | Motståndare Resultat               | Motståndare Resultat                 | Motståndare Resultat             | Motståndare Resultat       | Motståndare Resultat | Motståndare Resultat | Motståndare Resultat    | Placering |
| -------------------- | ------------------------------ | ---------------------------------- | ------------------------------------ | -------------------------------- | -------------------------- | -------------------- | -------------------- | ----------------------- | --------- |
| Krystian Brzozowski  | Fristil, weltervikt            | Arsen Gitinov (KGZ) L1:3           | Gick inte vidare                     | Gick inte vidare                 | Gick inte vidare           | Gick inte vidare     | Gick inte vidare     | Gick inte vidare        |           |
| Radosław Horbik      | Fristil, mellanvikt            | Reza Yazdani (IRI) L 0:3           | Gick inte vidare                     | Gick inte vidare                 | Gick inte vidare           | Gick inte vidare     | Gick inte vidare     | Gick inte vidare        |           |
| Mateusz Gucman       | Fristil, tungvikt              | Khetag Gazyumov (AZE) L 0:3        | Gick inte vidare                     | Gick inte vidare                 | Gick inte vidare           | Gick inte vidare     | Gick inte vidare     | Gick inte vidare        |           |
| Bartłomiej Bartnicki | Fristil, supertungvikt         | Liang Lei (CHN) L 0:3              | Gick inte vidare                     | Gick inte vidare                 | Gick inte vidare           | Gick inte vidare     | Gick inte vidare     | Gick inte vidare        |           |
| Monika Michalik      | Fristil, mellanvikt            |                                    | Volha Khilko (BLR) W F               | Lise Golliot-Legrand (FRA) L 1:3 | Gick inte vidare           | Gick inte vidare     | Gick inte vidare     | Gick inte vidare        |           |
| Agnieszka Wieszczek  | Fristil, tungvikt              |                                    | Laure Ali Annabel (CMR) W 3:0        | Anita Schätzle (GER) W 3:1       | Stanka Zlateva (BUL) L 0:3 |                      |                      | Maider Unda (ESP) W 3:1 |           |
| Julian Kwit          | Grekisk-romersk, weltervikt    |                                    | Aleh Mikhalovich (BLR) L 1:3 3:0 2:3 | Gick inte vidare                 | Gick inte vidare           | Gick inte vidare     | Gick inte vidare     | Gick inte vidare        |           |
| Artur Michalkiewicz  | Grekisk-romersk, mellanvikt    | Ara Abrahamian (SWE) L 0:4 1:1     | Gick inte vidare                     | Gick inte vidare                 | Gick inte vidare           | Gick inte vidare     | Gick inte vidare     | Gick inte vidare        |           |
| Marek Mikulski       | Grekisk-romersk, supertungvikt | Jalmar Sjöberg (SWE) L 4:0 0:5 0:3 | Gick inte vidare                     | Gick inte vidare                 | Gick inte vidare           | Gick inte vidare     | Gick inte vidare     | Gick inte vidare        |           |

## Bågskytte
- Huvudartikel: Bågskytte vid olympiska sommarspelen 2008

- Herrar

| Namn                                      | Gren         | Rankingrunda | Rankingrunda | 32-delsfinal                                 | 16-delsfinal                                   | 8-delsfinal                       | Kvartsfinal            | Semifinal        | Final            | Final            |
| Namn                                      | Gren         | Poäng        | Seed         | Resultat                                     | Resultat                                       | Resultat                          | Resultat               | Resultat         | Resultat         | Plats            |
| ----------------------------------------- | ------------ | ------------ | ------------ | -------------------------------------------- | ---------------------------------------------- | --------------------------------- | ---------------------- | ---------------- | ---------------- | ---------------- |
| Rafał Dobrowolski                         | Individuellt | 667          | 13           | Nay Myo Aung (MYA) (52) W 110-106            | Oleksandr Serdyuk (UKR) (20) W 111(+9)-111(+8) | Park Kyung-Mo (KOR) (4) L 105-113 | Gick inte vidare       | Gick inte vidare | Gick inte vidare | Gick inte vidare |
| Piotr Piątek                              | Individuellt | 649          | 43           | Ryuichi Moriya (JPN) (22) L 109(+9)-109(+10) | Gick inte vidare                               | Gick inte vidare                  | Gick inte vidare       | Gick inte vidare | Gick inte vidare | Gick inte vidare |
| Jacek Proć                                | Individuellt | 661          | 19           | Li Wenquan (CHN) (46) W 116-111 OR           | Sky Kim (AUS) (14) W 111-110                   | Viktor Ruban (UKR) (3) L 108-114  | Gick inte vidare       | Gick inte vidare | Gick inte vidare | Gick inte vidare |
| Rafał Dobrowolski Piotr Piątek Jacek Proć | Lag          | 1977         | 8            | N/A                                          | N/A                                            | Australien (9) W 223-218          | Sydkorea (1) L 222-224 | Gick inte vidare | Gick inte vidare | 5                |

- Damer

| Namn                                                      | Gren         | Rankingrunda | Rankingrunda | 32-delsfinal                               | 16-delsfinal                            | 8-delsfinal      | Kvartsfinal             | Semifinal        | Final            | Final            |
| Namn                                                      | Gren         | Poäng        | Seed         | Resultat                                   | Resultat                                | Resultat         | Resultat                | Resultat         | Resultat         | Plats            |
| --------------------------------------------------------- | ------------ | ------------ | ------------ | ------------------------------------------ | --------------------------------------- | ---------------- | ----------------------- | ---------------- | ---------------- | ---------------- |
| Iwona Marcinkiewicz                                       | Individuellt | 620          | 43           | Laishram Bombaya Devi (IND) (22) W 103-101 | Natalia Erdyniyeva (RUS) (11) L 103-104 | Gick inte vidare | Gick inte vidare        | Gick inte vidare | Gick inte vidare | Gick inte vidare |
| Justyna Mospinek                                          | Individuellt | 643          | 19           | Sayoko Kitabatake (JPN) (46) L 101-103     | Gick inte vidare                        | Gick inte vidare | Gick inte vidare        | Gick inte vidare | Gick inte vidare | Gick inte vidare |
| Małgorzata Ćwienczek                                      | Individuellt | 645          | 13           | Louise Laursen (DEN) (52) W 113-100        | Mariana Avitia (MEX) (20) L 100-109     | Gick inte vidare | Gick inte vidare        | Gick inte vidare | Gick inte vidare | Gick inte vidare |
| Iwona Marcinkiewicz Justyna Mospinek Małgorzata Ćwienczek | Lag          | 1908         | 4            | N/A                                        | N/A                                     | Bye              | Frankrike (5) L 211-218 | Gick inte vidare | Gick inte vidare | 6                |

## Cykling
- Huvudartikel: Cykling vid olympiska sommarspelen 2008

### Mountainbike
Herrar
| Cyklist        | Gren         | Tid     | Placering |
| -------------- | ------------ | ------- | --------- |
| Marek Galiński | Mountainbike | 2:01:29 | 13        |

Damer
| Cyklist               | Gren         | Tid     | Placering |
| --------------------- | ------------ | ------- | --------- |
| Aleksandra Dawidowicz | Mountainbike | 1:51:21 | 10        |
| Maja Włoszczowska     | Mountainbike | 1:45:52 |           |

### Landsväg
Herrar
| Cyklist            | Gren      | Tid                 | Placering |
| ------------------ | --------- | ------------------- | --------- |
| Tomasz Marczyński  | Linjelopp | 6h 49' 59" (26:10)  | 84:e      |
| Jacek Morajko      | Linjelopp | 6h 34' 26" (+10:37) | 55:e      |
| Przemysław Niemiec | Linjelopp | 6h 24' 11" (+0:22)  | 16:e      |
| Przemysław Niemiec | Tempolopp | 1h 08' 43" (+6:23)  | 34:e      |

Damer
| Cyklist         | Gren      | Tid                | Placering |
| --------------- | --------- | ------------------ | --------- |
| Paulina Brzeźna | Linjelopp | 3h 18' 46" (+0:21) | 8:e       |

### Bana
Sprint
| Cyklist                                            | Gren      | Kvalifikation | Kvalifikation    | 1/16-final (uppsamling)   | 1/8-final (uppsamling)    | Kvartsfinal               | Semifinal                 | Final (5-12:e plats)      | Final (5-12:e plats) |
| Cyklist                                            | Gren      | Tid Hastighet | Placering        | Motståndare Tid Hastighet | Motståndare Tid Hastighet | Motståndare Tid Hastighet | Motståndare Tid Hastighet | Motståndare Tid Hastighet | Placering            |
| -------------------------------------------------- | --------- | ------------- | ---------------- | ------------------------- | ------------------------- | ------------------------- | ------------------------- | ------------------------- | -------------------- |
| Łukasz Kwiatkowski                                 | Sprint    | 10,504        | 68,545           | Gick inte vidare          | Gick inte vidare          | Gick inte vidare          | Gick inte vidare          | Gick inte vidare          | Gick inte vidare     |
| Maciej Bielecki Kamil Kuczyński Łukasz Kwiatkowski | Lagsprint | 45.266        | Gick inte vidare | Gick inte vidare          | Gick inte vidare          | Gick inte vidare          | Gick inte vidare          | Gick inte vidare          | Gick inte vidare     |

Keirin
| Cyklist         | Gren   | 1:a omgången | Uppsamling | 2:a omgången | Final (7-12:e plats) |
| Cyklist         | Gren   | Placering    | Placering  | Placering    | Placering            |
| --------------- | ------ | ------------ | ---------- | ------------ | -------------------- |
| Kamil Kuczyński | Keirin | 5            | 1          | 6            | 11                   |

Poänglopp
| Cyklist         | Gren      | Poäng/varv | Placering |
| --------------- | --------- | ---------- | --------- |
| Rafał Ratajczyk | Poänglopp | 10         | 11        |

## Friidrott
- Huvudartikel: Friidrott vid olympiska sommarspelen 2008

Förkortningar
- Noteringar – Placeringarna avser endast löparens eget heat
- Q = Kvalificerad till nästa omgång
- q = Kvalificerade sig till nästa omgång som den snabbaste idrottaren eller, i fältgrenarna, via placering utan att uppnå kvalgränsen.
- NR = Nationellt rekord
- N/A = Omgången ingick inte i grenen
- Bye = Idrottaren behövde inte delta i denna omgång

Herrar
Bana och landsväg
| Idrottare                                                                                   | Gren           | Heat       | Heat      | Kvartsfinal | Kvartsfinal | Semifinal        | Semifinal        | Final            | Final            |
| Idrottare                                                                                   | Gren           | Resultat   | Placering | Resultat    | Placering   | Resultat         | Placering        | Resultat         | Placering        |
| ------------------------------------------------------------------------------------------- | -------------- | ---------- | --------- | ----------- | ----------- | ---------------- | ---------------- | ---------------- | ---------------- |
| Rafał Augustyn                                                                              | 20 km gång     | i.u.       | i.u.      | i.u.        | i.u.        | i.u.             | i.u.             | 1:24:25          | 29               |
| Artur Brzozowski                                                                            | 50 km gång     | i.u.       | i.u.      | i.u.        | i.u.        | i.u.             | i.u.             | DSQ              | DSQ              |
| Paweł Czapiewski                                                                            | 800 m          | 1:47.66    | 3         | i.u.        | i.u.        | Gick inte vidare | Gick inte vidare | Gick inte vidare | Gick inte vidare |
| Daniel Dąbrowski                                                                            | 400 m          | 47.83      | 8         | i.u.        | i.u.        | Gick inte vidare | Gick inte vidare | Gick inte vidare | Gick inte vidare |
| Rafał Fedaczyński                                                                           | 50 km gång     | i.u.       | i.u.      | i.u.        | i.u.        | i.u.             | i.u.             | 3:46:51 PB       | 8                |
| Marcin Jędrusiński                                                                          | 200 m          | 20.64      | 2 Q       | 20.58 SB    | 4           | Gick inte vidare | Gick inte vidare | Gick inte vidare | Gick inte vidare |
| Jakub Jelonek                                                                               | 20 km gång     | i.u.       | i.u.      | i.u.        | i.u.        | i.u.             | i.u.             | 1:30:37          | 46               |
| Dariusz Kuć                                                                                 | 100 m          | 10.44      | 5 q       | 10.46       | 7           | Gick inte vidare | Gick inte vidare | Gick inte vidare | Gick inte vidare |
| Marcin Lewandowski                                                                          | 800 m          | 1:45.89 SB | 4 q       | i.u.        | i.u.        | 1:47.24          | 7                | Gick inte vidare | Gick inte vidare |
| Artur Noga                                                                                  | 110 m häck     | 13.53      | 1 Q       | 13.36       | 2 Q         | 13.34 PB         | 2 Q              | 13.36            | 5                |
| Marek Plawgo                                                                                | 400 m häck     | 49.17      | 3 Q       | i.u.        | i.u.        | 48.75            | 4 Q              | 48.52            | 6                |
| Arkadiusz Sowa                                                                              | Maraton        | i.u.       | i.u.      | i.u.        | i.u.        | i.u.             | i.u.             | 2:24:48          | 54               |
| Grzegorz Sudoł                                                                              | 50 km gång     | i.u.       | i.u.      | i.u.        | i.u.        | i.u.             | i.u.             | 3:47:18          | 9                |
| Tomasz Szymkowiak                                                                           | 3 000 m hinder | 8:29.37    | 7         | i.u.        | i.u.        | i.u.             | i.u.             | Gick inte vidare | Gick inte vidare |
| Henryk Szost                                                                                | Maraton        | i.u.       | i.u.      | i.u.        | i.u.        | i.u.             | i.u.             | 2:19:43          | 34               |
| Łukasz Chyła Marcin Jędrusiński Robert Kubaczyk Dariusz Kuć Kamil Masztak Marcin Nowak      | 4 x 100 m      | DNF        | DNF       | i.u.        | i.u.        | i.u.             | i.u.             | Gick inte vidare | Gick inte vidare |
| Daniel Dąbrowski Piotr Kędzia Piotr Klimczak Marek Plawgo Piotr Wiaderek Rafał Wieruszewski | 4 x 400 m      | 3:00.74 SB | 5 q       | i.u.        | i.u.        | i.u.             | i.u.             | 3:00.32 SB       | 7                |

Fältgrenar
| Idrottare             | Gren           | Kval     | Kval      | Final            | Final            |
| Idrottare             | Gren           | Distans  | Placering | Distans          | Placering        |
| --------------------- | -------------- | -------- | --------- | ---------------- | ---------------- |
| Michał Bieniek        | Höjdhopp       | 2.20     | =24       | Gick inte vidare | Gick inte vidare |
| Przemysław Czerwiński | Stavhopp       | 5.65     | =7 q      | 5.45             | 11               |
| Igor Janik            | Spjutkastning  | 77.63    | 16        | Gick inte vidare | Gick inte vidare |
| Tomasz Majewski       | Kulstötning    | 21.04 PB | 1 Q       | 21.51 PB         | 1                |
| Piotr Małachowski     | Diskuskastning | 65.94    | 1 Q       | 67.82            | 2                |
| Marcin Starzak        | Längdhopp      | 7.62     | 33        | Gick inte vidare | Gick inte vidare |
| Szymon Ziółkowski     | Släggkastning  | 79.55 SB | 2 Q       | 79.22            | 7                |

Damer
Bana & landsväg
| Idrottare                                                                                 | Gren           | Heat       | Heat      | Kvartsfinal      | Kvartsfinal      | Semifinal        | Semifinal        | Final            | Final            |
| Idrottare                                                                                 | Gren           | Resultat   | Placering | Resultat         | Placering        | Resultat         | Placering        | Resultat         | Placering        |
| ----------------------------------------------------------------------------------------- | -------------- | ---------- | --------- | ---------------- | ---------------- | ---------------- | ---------------- | ---------------- | ---------------- |
| Monika Bejnar                                                                             | 400 m          | 52.80      | 6         | i.u.             | i.u.             | Gick inte vidare | Gick inte vidare | Gick inte vidare | Gick inte vidare |
| Lidia Chojecka                                                                            | 1 500 m        | 4:19.57    | 10        | i.u.             | i.u.             | i.u.             | i.u.             | Gick inte vidare | Gick inte vidare |
| Monika Drybulska                                                                          | Maraton        | i.u.       | i.u.      | i.u.             | i.u.             | i.u.             | i.u.             | 2:32:39 SB       | 24               |
| Sylwia Ejdys                                                                              | 1 500 m        | 4:08.37    | 6         | i.u.             | i.u.             | i.u.             | i.u.             | Gick inte vidare | Gick inte vidare |
| Wioletta Frankiewicz                                                                      | 3 000 m hinder | 9:21.88 SB | 3 Q       | i.u.             | i.u.             | i.u.             | i.u.             | 9:21.76 SB       | 8                |
| Dorota Gruca                                                                              | Maraton        | i.u.       | i.u.      | i.u.             | i.u.             | i.u.             | i.u.             | 2:33:32          | 30               |
| Anna Jakubczak                                                                            | 1 500 m        | 4:07.33    | 7         | i.u.             | i.u.             | i.u.             | i.u.             | Gick inte vidare | Gick inte vidare |
| Marta Jeschke                                                                             | 200 m          | 23.59      | 7         | Gick inte vidare | Gick inte vidare | Gick inte vidare | Gick inte vidare | Gick inte vidare | Gick inte vidare |
| Anna Jesień                                                                               | 400 m häck     | 55.35      | 2 Q       | i.u.             | i.u.             | 54.36            | 3 Q              | 54.29 SB         | 5                |
| Aurelia Kollasch                                                                          | 100 m häck     | 12.98      | 4 q       | i.u.             | i.u.             | 12.96            | 6                | Gick inte vidare | Gick inte vidare |
| Daria Korczyńska                                                                          | 100 m          | 11.22      | 3 Q       | 11.41            | 5                | Gick inte vidare | Gick inte vidare | Gick inte vidare | Gick inte vidare |
| Sylwia Korzeniowska                                                                       | 20 km gång     | i.u.       | i.u.      | i.u.             | i.u.             | i.u.             | i.u.             | 1:31:19          | 21               |
| Katarzyna Kowalska                                                                        | 3 000 m hinder | 9:47.02    | 11        | i.u.             | i.u.             | i.u.             | i.u.             | Gick inte vidare | Gick inte vidare |
| Anna Rostkowska                                                                           | 800 m          | 2:02.11    | 3 Q       | i.u.             | i.u.             | 1:58.84          | 5                | Gick inte vidare | Gick inte vidare |
| Dorota Jędrusińska Marta Jeschke Ewelina Klocek Joanna Kocielnik Daria Korczyńska         | 4 x 100 m      | 43.47      | 5 q       | i.u.             | i.u.             | i.u.             | i.u.             | DSQ              | DSQ              |
| Anna Jesień Agnieszka Karpiesiuk Izabela Kostruba Grażyna Prokopek-Janacek Jolanta Wójcik | 4 x 400 m      | 3:28.23    | 6         | i.u.             | i.u.             | i.u.             | i.u.             | Gick inte vidare | Gick inte vidare |

Fältgrenar
| Idrottare          | Gren           | Kval     | Kval      | Final            | Final            |
| Idrottare          | Gren           | Längd    | Placering | Längd            | Placering        |
| ------------------ | -------------- | -------- | --------- | ---------------- | ---------------- |
| Żaneta Glanc       | Diskuskastning | NM       | —         | Gick inte vidare | Gick inte vidare |
| Urszula Jasińska   | Spjutkastning  | 59.28    | 14        | Gick inte vidare | Gick inte vidare |
| Barbara Madejczyk  | Spjutkastning  | 62.81 SB | 6 Q       | 62.02            | 7                |
| Joanna Piwowarska  | Stavhopp       | 4.30     | 19        | Gick inte vidare | Gick inte vidare |
| Wioletta Potępa    | Diskuskastning | 59.44    | 17        | Gick inte vidare | Gick inte vidare |
| Monika Pyrek       | Stavhopp       | 4.50     | 8 q       | 4.70             | 5                |
| Anna Rogowska      | Stavhopp       | 4.50     | 8 q       | 4.45             | 10               |
| Kamila Skolimowska | Släggkastning  | 69.79    | 10 q      | NM               | —                |
| Joanna Wiśniewska  | Diskuskastning | 59.40    | 18        | Gick inte vidare | Gick inte vidare |
| Anita Włodarczyk   | Släggkastning  | 71.76    | 6 Q       | 71.56            | 6                |
| Krystyna Zabawska  | Kulstötning    | NM       | —         | Gick inte vidare | Gick inte vidare |
| Małgorzata Zadura  | Släggkastning  | 64.13    | 38        | Gick inte vidare | Gick inte vidare |

Kombinerade grenar – Sjukamp
| Mångkampare       | Gren     | 100H  | HJ   | SP    | 200 m | LJ   | JT    | 800 m   | Final   | Placering |
| ----------------- | -------- | ----- | ---- | ----- | ----- | ---- | ----- | ------- | ------- | --------- |
| Kamila Chudzik    | Resultat | 13.79 | 1.77 | 14.34 | 25.36 | 5.97 | 52.05 | 2:21.97 | 6157    | 15*       |
| Kamila Chudzik    | Poäng    | 1008  | 941  | 817   | 854   | 840  | 900   | 797     | 6157    | 15*       |
| Karolina Tymińska | Resultat | 13.62 | 1.77 | 14.08 | 23.39 | 6.53 | 35.97 | 2:07.08 | 6428 PB | 7*        |
| Karolina Tymińska | Poäng    | 1033  | 941  | 799   | 1040  | 1017 | 590   | 1008    | 6428 PB | 7*        |

## Fäktning
- Huvudartikel: Fäktning vid olympiska sommarspelen 2008

Herrar
| Idrottare                                                         | Gren                  | Omgång 1            | Sextondelsfinal            | Åttondelsfinal       | Kvartsfinal       | Semifinal         | Final / BM        | Final / BM       |
| Idrottare                                                         | Gren                  | Motståndare Poäng   | Motståndare Poäng          | Motståndare Poäng    | Motståndare Poäng | Motståndare Poäng | Motståndare Poäng | Placering        |
| ----------------------------------------------------------------- | --------------------- | ------------------- | -------------------------- | -------------------- | ----------------- | ----------------- | ----------------- | ---------------- |
| Tomasz Motyka                                                     | Värja, individuellt   | Rami (MAR) W 15–11  | Confalonieri (ITA) L 10–15 | Gick inte vidare     | Gick inte vidare  | Gick inte vidare  | Gick inte vidare  | Gick inte vidare |
| Adam Wiercioch                                                    | Värja, individuellt   | Li Gj (CHN) L 11–15 | Gick inte vidare           | Gick inte vidare     | Gick inte vidare  | Gick inte vidare  | Gick inte vidare  | Gick inte vidare |
| Radosław Zawrotniak                                               | Värja, individuellt   | BYE                 | Videira (POR) W 15–9       | Yin Lc (CHN) L 13–15 | Gick inte vidare  | Gick inte vidare  | Gick inte vidare  | Gick inte vidare |
| Robert Andrzejuk Tomasz Motyka Adam Wiercioch Radosław Zawrotniak | Värja, lag            | i.u.                | i.u.                       | BYE                  | Ukraina W 45–37   | Kina W 45–44      | Frankrike L 29–45 | 2                |
| Sławomir Mocek                                                    | Florett, individuellt | i.u.                | Panchan (THA) W 15–7       | Lei S (CHN) L 8–15   | Gick inte vidare  | Gick inte vidare  | Gick inte vidare  | Gick inte vidare |
| Marcin Koniusz                                                    | Sabel, individuellt   | Bravo (VEN) W 15–10 | Limbach (GER) L 7–15       | Gick inte vidare     | Gick inte vidare  | Gick inte vidare  | Gick inte vidare  | Gick inte vidare |

Damer
| Idrottare                                                    | Gren                  | Omgång 1             | Sextondelsfinal        | Åttondelsfinal        | Kvartsfinal       | Semifinal                                 | Final / BM                       | Final / BM       |
| Idrottare                                                    | Gren                  | Motståndare Poäng    | Motståndare Poäng      | Motståndare Poäng     | Motståndare Poäng | Motståndare Poäng                         | Motståndare Poäng                | Placering        |
| ------------------------------------------------------------ | --------------------- | -------------------- | ---------------------- | --------------------- | ----------------- | ----------------------------------------- | -------------------------------- | ---------------- |
| Sylwia Gruchała                                              | Florett, individuellt | BYE                  | Tjanaeva (RUS) L 11–12 | Gick inte vidare      | Gick inte vidare  | Gick inte vidare                          | Gick inte vidare                 | Gick inte vidare |
| Magdalena Mroczkiewicz                                       | Florett, individuellt | Lelejko (UKR) W 15–9 | Vezzali (ITA) L 3–15   | Gick inte vidare      | Gick inte vidare  | Gick inte vidare                          | Gick inte vidare                 | Gick inte vidare |
| Małgorzata Wojtkowiak                                        | Florett, individuellt | BYE                  | Zhang L (CHN) L 8–15   | Gick inte vidare      | Gick inte vidare  | Gick inte vidare                          | Gick inte vidare                 | Gick inte vidare |
| Sylwia Gruchała Magdalena Mroczkiewicz Małgorzata Wojtkowiak | Florett, lag          | i.u.                 | i.u.                   | i.u.                  | USA L 30–31       | Klassificeringssemifinal Tyskland L 27–32 | 7:e plats-final Egypten W 45–14  | 7                |
| Bogna Jóźwiak                                                | Sabel, individuellt   | BYE                  | Benitez (VEN) W 15–11  | Zagunis (USA) L 13–15 | Gick inte vidare  | Gick inte vidare                          | Gick inte vidare                 | Gick inte vidare |
| Aleksandra Socha                                             | Sabel, individuellt   | BYE                  | Chomrova (UKR) L 11–15 | Gick inte vidare      | Gick inte vidare  | Gick inte vidare                          | Gick inte vidare                 | Gick inte vidare |
| Irena Więckowska                                             | Sabel, individuellt   | Byrne (IRL) W 15–8   | Netjaeva (RUS) W 15–12 | Bao Yy (CHN) L 6–15   | Gick inte vidare  | Gick inte vidare                          | Gick inte vidare                 | Gick inte vidare |
| Bogna Jóźwiak Aleksandra Socha Irena Więckowska              | Sabel, individuellt   | i.u.                 | i.u.                   | i.u.                  | Kina L 25–45      | Klassificeringssemifinal Kanada W 45–44   | 5:e plats-final Ryssland W 36–45 | 6                |

## Gymnastik
- Huvudartikel: Gymnastik vid olympiska sommarspelen 2008

### Artistisk gymnastik
Herrar
| Gymnast       | Gren | Kval    | Kval    | Kval    | Kval    | Kval    | Kval    | Kval   | Kval      | Final   | Final   | Final   | Final   | Final   | Final   | Final  | Final     |
| Gymnast       | Gren | Redskap | Redskap | Redskap | Redskap | Redskap | Redskap | Totalt | Placering | Redskap | Redskap | Redskap | Redskap | Redskap | Redskap | Totalt | Placering |
| Gymnast       | Gren | F       | PH      | R       | V       | PB      | HB      | Totalt | Placering | F       | PH      | R       | V       | PB      | HB      | Totalt | Placering |
| ------------- | ---- | ------- | ------- | ------- | ------- | ------- | ------- | ------ | --------- | ------- | ------- | ------- | ------- | ------- | ------- | ------ | --------- |
| Leszek Blanik | Hopp | i.u.    | i.u.    | i.u.    | 16.587  | i.u.    | i.u.    | 16.587 | 3 Q       | i.u.    | i.u.    | i.u.    | 16.537  | i.u.    | i.u.    | 16.537 | 1         |

Damer
| Gymnast     | Gren     | Kval    | Kval    | Kval    | Kval    | Kval   | Kval      | Final            | Final            | Final            | Final            | Final            | Final            |
| Gymnast     | Gren     | Redskap | Redskap | Redskap | Redskap | Totalt | Placering | Redskap          | Redskap          | Redskap          | Redskap          | Totalt           | Placering        |
| Gymnast     | Gren     | F       | V       | UB      | BB      | Totalt | Placering | F                | V                | UB               | BB               | Totalt           | Placering        |
| ----------- | -------- | ------- | ------- | ------- | ------- | ------ | --------- | ---------------- | ---------------- | ---------------- | ---------------- | ---------------- | ---------------- |
| Marta Pihan | Mångkamp | 14.125  | 13.625  | 14.375  | 13.525  | 55.650 | 46        | Gick inte vidare | Gick inte vidare | Gick inte vidare | Gick inte vidare | Gick inte vidare | Gick inte vidare |

### Rytmisk gymnastik
| Gymnast        | Gren         | Kval   | Kval     | Kval   | Kval   | Kval   | Kval      | Final            | Final            | Final            | Final            | Final            | Final            |
| Gymnast        | Gren         | Rep    | Tunnband | Käglor | Band   | Total  | Placering | Rep              | Tunnband         | Käglor           | Band             | Totalt           | Placering        |
| -------------- | ------------ | ------ | -------- | ------ | ------ | ------ | --------- | ---------------- | ---------------- | ---------------- | ---------------- | ---------------- | ---------------- |
| Joanna Mitrosz | Individuellt | 15.950 | 16.250   | 16.025 | 16.000 | 64.225 | 16        | Gick inte vidare | Gick inte vidare | Gick inte vidare | Gick inte vidare | Gick inte vidare | Gick inte vidare |

## Handboll
- Huvudartikel: Handboll vid olympiska sommarspelen 2008

Herrar
Gruppspel
| Nr | Land      | SM | V | O | F | GM  | IM  | MS  | Poäng |
| -- | --------- | -- | - | - | - | --- | --- | --- | ----- |
| 1  | Frankrike | 5  | 4 | 1 | 0 | 148 | 115 | +33 | 9     |
| 2  | Polen     | 5  | 3 | 1 | 1 | 147 | 128 | +19 | 7     |
| 3  | Kroatien  | 5  | 3 | 0 | 2 | 140 | 115 | +25 | 6     |
| 4  | Spanien   | 5  | 3 | 0 | 2 | 152 | 145 | +7  | 6     |
| 5  | Brasilien | 5  | 1 | 0 | 4 | 129 | 153 | -24 | 2     |
| 6  | Kina      | 5  | 0 | 0 | 5 | 104 | 164 | -60 | 0     |

Slutspel
|  | Kvartsfinal | Kvartsfinal | Kvartsfinal |           |           | Semifinal | Semifinal | Semifinal |            |            | Final      | Final      | Final |
|  |             |             |             |           |           |           |           |           |            |            |            |            |       |
|  | A2          | Polen       | 30          |           |           |           |           |           |            |            |            |            |       |
|  | B3          | Island      | 32          |           |           |           |           |           |            |            |            |            |       |
|  | B3          | Island      | 32          |           | B3        | Island    | 36        |           |            |            |            |            |       |
|  |             |             |             |           | B3        | Island    | 36        |           |            |            |            |            |       |
|  |             | A4          | Spanien     | 30        |           |           |           |           |            |            |            |            |       |
|  | B1          | A4          | Spanien     | 30        | Sydkorea  | 24        |           |           |            |            |            |            |       |
|  | B1          |             |             |           | Sydkorea  | 24        |           |           |            |            |            |            |       |
|  | A4          | Spanien     | 29          |           |           |           |           |           |            |            |            |            |       |
|  |             |             |             |           |           |           |           |           |            |            | B3         | Island     | 23    |
|  |             |             | A1          | Frankrike | 28        |           |           |           |            |            |            |            |       |
|  | B2          | Danmark     | 24          |           |           |           |           |           |            |            |            |            |       |
|  | A3          | Kroatien    | 26          |           |           |           |           |           |            |            |            |            |       |
|  | A3          | Kroatien    | 26          |           | A3        | Kroatien  | 23        |           | Bronsmatch | Bronsmatch | Bronsmatch | Bronsmatch |       |
|  |             |             |             |           | A3        | Kroatien  | 23        |           | Bronsmatch | Bronsmatch | Bronsmatch | Bronsmatch |       |
|  |             | A1          | Frankrike   | 25        |           |           |           |           |            |            |            |            |       |
|  | A1          | A1          | Frankrike   | 25        | Frankrike | 27        |           | A4        | Spanien    | 35         |            |            |       |
|  | A1          |             |             |           | Frankrike | 27        |           | A4        | Spanien    | 35         |            |            |       |
|  | B4          | Ryssland    | 24          |           |           |           |           |           |            |            | A3         | Kroatien   | 29    |

## Judo
Herrar
| Idrottare             | Gren                     | Inledande omgång     | Sextondelsfinal               | Åttondelsfinal              | Kvartsfinal            | Semifinal            | Återkval 1                   | Återkval 2               | Återkval 3                 | Final / BM                  | Final / BM       |
| Idrottare             | Gren                     | Motståndare Resultat | Motståndare Resultat          | Motståndare Resultat        | Motståndare Resultat   | Motståndare Resultat | Motståndare Resultat         | Motståndare Resultat     | Motståndare Resultat       | Motståndare Resultat        | Placering        |
| --------------------- | ------------------------ | -------------------- | ----------------------------- | --------------------------- | ---------------------- | -------------------- | ---------------------------- | ------------------------ | -------------------------- | --------------------------- | ---------------- |
| Tomasz Adamiec        | Halv lättvikt (-66 kg)   | BYE                  | Miresmaeili (IRI) L 0000–0001 | Gick inte vidare            | Gick inte vidare       | Gick inte vidare     | Gick inte vidare             | Gick inte vidare         | Gick inte vidare           | Gick inte vidare            | Gick inte vidare |
| Krzysztof Wiłkomirski | Lättvikt (-73 kg)        | i.u.                 | Zeļonijs (LAT) W 0020–0010    | Dashdavaa (MGL) L 0010–0012 | Gick inte vidare       | Gick inte vidare     | Gick inte vidare             | Gick inte vidare         | Gick inte vidare           | Gick inte vidare            | Gick inte vidare |
| Robert Krawczyk       | Halv mellanvikt (-81 kg) | BYE                  | Jago (RSA) W 0120–0000        | Kim J-B (KOR) L 0001–1100   | Gick inte vidare       | Gick inte vidare     | Shundzikau (BLR) W 0011–0010 | Neto (POR) W 1000–0000   | Nyamkhüü (MGL) L 0001–1010 | Gick inte vidare            | Gick inte vidare |
| Przemysław Matyjaszek | Halv tungvikt (-100 kg)  | i.u.                 | Shao N (CHN) W 1101–0000      | Costa (ARG) W 1001–0000     | Grol (NED) L 0000–1000 | Gick inte vidare     | BYE                          | Corrêa (BRA) W 1000–0000 | Hadfi (HUN) W 0011–0010    | Miraliyev (AZE) L 0001–0110 | 5                |
| Janusz Wojnarowicz    | Tungvikt (+100 kg)       | BYE                  | Makhgal (MGL) W 1000–0000     | Tangriyev (UZB) L 0000–0010 | Gick inte vidare       | Gick inte vidare     | Tölzer (GER) L 0010–0100     | Gick inte vidare         | Gick inte vidare           | Gick inte vidare            | Gick inte vidare |

Damer
| Idrottare         | Gren                | Sextondelsfinal            | Åttondelsfinal           | Kvartsfinal          | Semifinal            | Återkval 1           | Återkval 2           | Återkval 3           | Final / BM           | Final / BM       |
| Idrottare         | Gren                | Motståndare Resultat       | Motståndare Resultat     | Motståndare Resultat | Motståndare Resultat | Motståndare Resultat | Motståndare Resultat | Motståndare Resultat | Motståndare Resultat | Placering        |
| ----------------- | ------------------- | -------------------------- | ------------------------ | -------------------- | -------------------- | -------------------- | -------------------- | -------------------- | -------------------- | ---------------- |
| Katarzyna Piłocik | Mellanvikt (-70 kg) | BYE                        | Rousey (USA) L 0000–1000 | Gick inte vidare     | Gick inte vidare     | Gick inte vidare     | Gick inte vidare     | Gick inte vidare     | Gick inte vidare     | Gick inte vidare |
| Urszula Sadkowska | Tungvikt (+78 kg)   | Issanova (KAZ) L 0010–0101 | Gick inte vidare         | Gick inte vidare     | Gick inte vidare     | Gick inte vidare     | Gick inte vidare     | Gick inte vidare     | Gick inte vidare     | Gick inte vidare |

## Kanotsport
Slalom
| Krzysztof Bieryt            | Herrarnas C-1 slalom | 95.39  | 14 | 87.90  | 10 | 183.29 | 12 Q | 90.08  | 3 Q | 110.13           | 8                | 200.21           | 10               |
| Dariusz Popiela             | Herrarnas K-1 slalom | 85.51  | 7  | 85.51  | 6  | 171.02 | 5 Q  | 88.49  | 7 Q | 88.49            | 7                | 179.68           | 8                |
| Marcin Pochwała Paweł Sarna | Herrarnas C-2 slalom | 98.38  | 6  | 100.37 | 8  | 198.75 | 7 Q  | 105.32 | 8   | Gick inte vidare | Gick inte vidare | Gick inte vidare | Gick inte vidare |
| Agnieszka Stanuch           | Damernas K-1 slalom  | 101.16 | 8  | 101.76 | 10 | 202.92 | 8 Q  | 116.46 | 9 Q | 104.62           | 4                | 221.08           | 5                |

Sprint
| Kanotist                                                                | Gren                 | Heat     | Heat      | Semifinal | Semifinal | Final            | Final            |
| Kanotist                                                                | Gren                 | Tid      | Placering | Tid       | Placering | Tid              | Placering        |
| ----------------------------------------------------------------------- | -------------------- | -------- | --------- | --------- | --------- | ---------------- | ---------------- |
| Paweł Baraszkiewicz                                                     | Herrarnas C-1 500 m  | 1:50.463 | 3 QS      | 1:51.744  | 3 Q       | 1:50.048         | 8                |
| Marcin Grzybowski                                                       | Herrarnas C-1 1000 m | 4:02.010 | 3 QS      | 4:00.226  | 4         | Gick inte vidare | Gick inte vidare |
| Marek Twardowski                                                        | Herrarnas K-1 500 m  | 1:39.436 | 4 QS      | 1:43.733  | 5         | Gick inte vidare | Gick inte vidare |
| Paweł Baraszkiewicz Wojciech Tyszyński                                  | Herrarnas C-2 1000 m | 3:42.177 | 5 QS      | 3:42.435  | 1 QF      | 3:42.845         | 7                |
| Daniel Jędraszko Roman Rynkiewicz                                       | Herrarnas C-2 500 m  | 1:42.309 | 3 QF      | BYE       | BYE       | 1:44.389         | 9                |
| Mariusz Kujawski Adam Seroczyński                                       | Herrarnas K-2 1000 m | 3:18.282 | 2 QF      | BYE       | BYE       | 3:14.828         | DSQ              |
| Marek Twardowski Adam Wysocki                                           | Herrarnas K-2 500 m  | 1:32.107 | 6 QS      | 1:31.481  | 2 Q       | 1:31.869         | 8                |
| Paweł Baumann Tomasz Mendelski Marek Twardowski Adam Wysocki            | Herrarnas K-4 1000 m | 2:59.290 | 3 QF      | BYE       | BYE       | 2:59.505         | 6                |
| Małgorzata Chojnacka                                                    | Damernas K-2 500 m   | 1:53.635 | 6 QS      | 1:55.619  | 8         | Gick inte vidare | Gick inte vidare |
| Aneta Konieczna Beata Mikołajczyk                                       | K-2 500 m            | 1:44.631 | 2 QF      | BYE       | BYE       | 1:42.092         | 2                |
| Edyta Dzieniszewska Aneta Konieczna Dorota Kuczkowska Beata Mikołajczyk | Damernas K-4 500 m   | 1:36.497 | 2 QF      | BYE       | BYE       | 1:34.752         | 4                |

## Modern femkamp
| Idrottare           | Gren   | Skytte (10 meter luftpistol) | Skytte (10 meter luftpistol) | Skytte (10 meter luftpistol) | Fäktning (värja) | Fäktning (värja) | Fäktning (värja) | Simning (200 m frisim) | Simning (200 m frisim) | Simning (200 m frisim) | Ridsport (hästhoppning) | Ridsport (hästhoppning) | Ridsport (hästhoppning) | Löpning (3000 m) | Löpning (3000 m) | Löpning (3000 m) | Totalpoäng | Slutresultat |
| Idrottare           | Gren   | Poäng                        | Placering                    | MF-poäng                     | Resultat         | Placering        | MF-poäng         | Tid                    | Placering              | MF-poäng               | Straff                  | Placering               | MF-poäng                | Tid              | Placering        | MF-poäng         | Totalpoäng | Slutresultat |
| ------------------- | ------ | ---------------------------- | ---------------------------- | ---------------------------- | ---------------- | ---------------- | ---------------- | ---------------------- | ---------------------- | ---------------------- | ----------------------- | ----------------------- | ----------------------- | ---------------- | ---------------- | ---------------- | ---------- | ------------ |
| Marcin Horbacz      | Herrar | 185                          | 8                            | 1156                         | 14–21            | 29               | 736              | 2:03,52                | 10                     | 1320                   | 112                     | 11                      | 1088                    | 9:49,27          | 28               | 1044             | 5344       | 13           |
| Bartosz Majewski    | Herrar | 176                          | 28                           | 1048                         | 18–17            | 13               | 832              | 2:09,14                | 26                     | 1252                   | 300                     | 24                      | 900                     | 9:15,71          | 4                | 1180             | 5212       | 22           |
| Paulina Boenisz     | Damer  | 183                          | 10                           | 1132                         | 21–14            | =9               | 904              | 2:24,08                | 27                     | 1192                   | 104                     | 20                      | 1096                    | 10:20,95         | 6                | 1240             | 5564       | 6            |
| Sylwia Czwojdzińska | Damer  | 174                          | 26                           | 1024                         | 21–14            | =9               | 904              | 2:18,76                | 16                     | 1256                   | 160                     | 27                      | 1040                    | 10:52,41         | 20               | 1112             | 5336       | 17           |

## Ridsport

### Dressyr
| Idrottare        | Häst   | Gren                | Grand Prix | Grand Prix | Grand Prix Special | Grand Prix Special | Grand Prix Fristil | Grand Prix Fristil | Totalt           | Totalt           |
| Idrottare        | Häst   | Gren                | Poäng      | Placering  | Poäng              | Placering          | Poäng              | Placering          | Poäng            | Placering        |
| ---------------- | ------ | ------------------- | ---------- | ---------- | ------------------ | ------------------ | ------------------ | ------------------ | ---------------- | ---------------- |
| Michał Rapcewicz | Randon | Individuell dressyr | 67,500     | 16 Q       | 65,120             | 23                 | Gick inte vidare   | Gick inte vidare   | Gick inte vidare | Gick inte vidare |

### Fälttävlan
| Ryttare         | Häst    | Gren                   | Dressyr | Dressyr   | Terräng | Terräng | Terräng   | Hoppning | Hoppning | Hoppning  | Hoppning         | Hoppning         | Hoppning         | Totalt | Totalt    |
| Ryttare         | Häst    | Gren                   | Dressyr | Dressyr   | Terräng | Terräng | Terräng   | Kval     | Kval     | Kval      | Final            | Final            | Final            | Totalt | Totalt    |
| Ryttare         | Häst    | Gren                   | Straff  | Placering | Straff  | Totalt  | Placering | Straff   | Totalt   | Placering | Straff           | Totalt           | Placering        | Straff | Placering |
| --------------- | ------- | ---------------------- | ------- | --------- | ------- | ------- | --------- | -------- | -------- | --------- | ---------------- | ---------------- | ---------------- | ------ | --------- |
| Paweł Spisak    | Weriusz | Individuell fälttävlan | 48,70   | 27        | 34,00   | 82,70   | 38        | 0,00     | 82,70    | 24        | 0,00             | 82,70            | 19               | 82,70  | 19        |
| Artur Społowicz | Wag     | Individuell fälttävlan | 57,00   | 54        | 74,40   | 131,40  | 52        | 23,00    | 154,40   | 52        | Gick inte vidare | Gick inte vidare | Gick inte vidare | 154,40 | 52        |

## Rodd
Herrar
| Idrottare | Gren                        | Heat    | Heat      | Återkval | Återkval  | Semifinal | Semifinal | Final   | Final     | Final |
| Idrottare | Gren                        | Tid     | Placering | Tid      | Placering | Tid       | Placering | Tid     | Placering |       |
| --- | --------------------------- | ------- | --------- | -------- | --------- | --------- | --------- | ------- | --------- | ----- |
| Jarosław Godek Piotr Hojka | Tvåa utan styrman           | 7:01,90 | 4 R       | 6:44,19  | 5 FC      | BYE       | BYE       | 6:53,68 | 14        |       |
| Michał Jeliński Marek Kolbowicz Adam Korol Konrad Wasielewski                                                                                              | Scullerfyra                 | 5:38,76 | 1 SA/B    | BYE      | BYE       | 5:51,29   | 1 FA      | 5:41,33 | 1         |       |
| Miłosz Bernatajtys Bartłomiej Pawełczak Łukasz Pawłowski Paweł Rańda                                                                                       | Lättvikts-fyra utan styrman | 5:52,06 | 3 SA/B    | BYE      | BYE       | 6:06,60   | 1 FA      | 5:49,39 | 2         |       |
| Patryk Brzeziński Piotr Buchalski Mikołaj Burda Wojciech Gutorski Rafał Hejmej Sebastian Kosiorek Sławomir Kruszkowski Michał Stawowski Daniel Trojanowski | Åtta med styrman            | 5:34,95 | 2 R       | 5:42,92  | 4 FA      | i.u.      | i.u.      | 5:31,42 | 5         |       |

Damer
| Idrottare       | Gren          | Heat    | Heat      | Kvartsfinal | Kvartsfinal | Semifinal | Semifinal | Final   | Final     | Final |
| Idrottare       | Gren          | Tid     | Placering | Tid         | Placering   | Tid       | Placering | Tid     | Placering |       |
| --------------- | ------------- | ------- | --------- | ----------- | ----------- | --------- | --------- | ------- | --------- | ----- |
| Julia Michalska | Singelsculler | 7:41,16 | 2 QF      | 7:31,90     | 2 SA/B      | 7:38,04   | 3 FA      | 7:43,44 | 6         |       |

## Segling
Herrar
| Seglare                             | Gren    | Lopp | Lopp | Lopp | Lopp | Lopp | Lopp | Lopp | Lopp | Lopp | Lopp | Lopp | Summerad poäng | Finalplacering |
| Seglare                             | Gren    | 1    | 2    | 3    | 4    | 5    | 6    | 7    | 8    | 9    | 10   | M*   | Summerad poäng | Finalplacering |
| ----------------------------------- | ------- | ---- | ---- | ---- | ---- | ---- | ---- | ---- | ---- | ---- | ---- | ---- | -------------- | -------------- |
| Przemysław Miarczyński              | RS:X    | 17   | 21   | 27   | 20   | 15   | 2    | 7    | 1    | 15   | 18   | EL   | 116            | 16             |
| Maciej Grabowski                    | Laser   | 9    | 19   | 22   | 18   | 16   | 23   | 32   | 20   | 4    | CAN  | EL   | 131            | 16             |
| Patryk Piasecki Kacper Ziemiński    | 470     | 20   | 9    | 20   | 23   | 17   | 16   | 8    | 24   | 23   | 15   | EL   | 151            | 19             |
| Mateusz Kusznierewicz Dominik Życki | Starbåt | 5    | 6    | 8    | 2    | 10   | 9    | 3    | 5    | 9    | 13   | 2    | 59             | 4              |

M = Medaljlopp; EL = Eliminerad – gick inte vidare till medaljloppet;
Damer
| Seglare             | Gren         | Lopp | Lopp | Lopp | Lopp | Lopp | Lopp | Lopp | Lopp | Lopp | Lopp | Lopp | Summerad poäng | Finalplacering |
| Seglare             | Gren         | 1    | 2    | 3    | 4    | 5    | 6    | 7    | 8    | 9    | 10   | M*   | Summerad poäng | Finalplacering |
| ------------------- | ------------ | ---- | ---- | ---- | ---- | ---- | ---- | ---- | ---- | ---- | ---- | ---- | -------------- | -------------- |
| Zofia Klepacka      | RS:X         | 17   | 16   | 17   | 5    | 4    | 2    | 1    | 1    | 3    | 17   | 16   | 82             | 7              |
| Katarzyna Szotyńska | Laser radial | 5    | 21   | 11   | 24   | 21   | 5    | 2    | 20   | 12   | CAN  | 12   | 109            | 9              |

M = Medaljlopp; EL = Eliminerad – gick inte vidare till medaljloppet;
Öppen
| Seglare                                | Gren      | Lopp | Lopp | Lopp | Lopp | Lopp | Lopp | Lopp | Lopp | Lopp | Lopp | Lopp | Lopp | Lopp | Lopp | Lopp | Lopp | Summerad poäng | Finalplacering |
| Seglare                                | Gren      | 1    | 2    | 3    | 4    | 5    | 6    | 7    | 8    | 9    | 10   | 11   | 12   | 13   | 14   | 15   | M*   | Summerad poäng | Finalplacering |
| -------------------------------------- | --------- | ---- | ---- | ---- | ---- | ---- | ---- | ---- | ---- | ---- | ---- | ---- | ---- | ---- | ---- | ---- | ---- | -------------- | -------------- |
| Rafał Szukiel                          | Finnjolle | 3    | 2    | 19   | 12   | 10   | 14   | 22   | 12   | CAN  | CAN  | i.u. | i.u. | i.u. | i.u. | i.u. | 10   | 82             | 10             |
| Marcin Czajkowski Krzysztof Kierkowski | 49er      | 19   | 15   | 6    | 12   | 15   | 14   | 18   | 18   | 16   | 9    | 19   | 6    | CAN  | CAN  | CAN  | EL   | 147            | 16             |

M = Medaljlopp; EL = Eliminerad – gick inte vidare till medaljloppet;

## Simning
- Huvudartikel: Simning vid olympiska sommarspelen 2008

## Skytte
- Huvudartikel: Skytte vid olympiska sommarspelen 2008

## Tennis
| Spelare                               | Gren       | Omgång 1                       | Omgång 2                                     | Åttondelsfinaler                         | Kvartsfinaler                             | Semifinaler       | Final / BM        | Final / BM       |
| Spelare                               | Gren       | Motståndare Poäng              | Motståndare Poäng                            | Motståndare Poäng                        | Motståndare Poäng                         | Motståndare Poäng | Motståndare Poäng | Placering        |
| ------------------------------------- | ---------- | ------------------------------ | -------------------------------------------- | ---------------------------------------- | ----------------------------------------- | ----------------- | ----------------- | ---------------- |
| Mariusz Fyrstenberg Marcin Matkowski  | Herrdubbel | i.u.                           | Yu Xy / Zeng Sx (CHN) W 6–3, 6–4             | Damm / Vízner (CZE) W 1–6, 7–6(7–3), 7–5 | Aspelin / Johansson (SWE) L 6–7(5–7), 4–6 | Gick inte vidare  | Gick inte vidare  | Gick inte vidare |
| Marta Domachowska                     | Damsingel  | Pironkova (BUL) L 3–6, 4–6     | Gick inte vidare                             | Gick inte vidare                         | Gick inte vidare                          | Gick inte vidare  | Gick inte vidare  | Gick inte vidare |
| Agnieszka Radwańska                   | Damsingel  | Chan Y-J (TPE) W 6–1, 7–6(8–6) | Schiavone (ITA) L 3–6, 6–7(6–8)              | Gick inte vidare                         | Gick inte vidare                          | Gick inte vidare  | Gick inte vidare  | Gick inte vidare |
| Marta Domachowska Agnieszka Radwańska | Damdubbel  | i.u.                           | A Bondarenko / K Bondarenko (UKR) L 3–6, 2–6 | Gick inte vidare                         | Gick inte vidare                          | Gick inte vidare  | Gick inte vidare  | Gick inte vidare |
| Klaudia Jans Alicja Rosolska          | Damdubbel  | i.u.                           | Davenport / Huber (USA) L 2–6, 1–6           | Gick inte vidare                         | Gick inte vidare                          | Gick inte vidare  | Gick inte vidare  | Gick inte vidare |

## Triathlon
| Triathlet      | Gren                | Simning (1.5 km) | Trans 1 | Cykling (40 km) | Trans 2 | Löpning (10 km) | Total tid  | Placering |
| -------------- | ------------------- | ---------------- | ------- | --------------- | ------- | --------------- | ---------- | --------- |
| Marek Jaskółka | Herrarnas triathlon | 18:55            | 0:29    | Varvad          | Varvad  | Varvad          | Varvad     | Varvad    |
| Maria Cześnik  | Damernas triathlon  | 20:02            | 0:30    | 1:06:58         | 0:37    | 38:05           | 2:06:12,02 | 35        |
| Ewa Dederko    | Damernas triathlon  | 21:02            | 0:29    | 1:05:24         | 0:32    | 37:42           | 2:05:09,85 | 30        |

## Tyngdlyftning
- Huvudartikel: Tyngdlyftning vid olympiska sommarspelen 2008

## Volleyboll
- Huvudartikel: Volleyboll vid olympiska sommarspelen 2008